# 朱健根
朱健根，明朝魯藩奉國將軍，钜野王朱陽鎣的孙子。
朱健根博通经术，年七十岁，依然纵谈名理，亹亹而谈不觉疲倦。嘉靖年间，明世宗下诏，褒其贤孝。万历元年，山東巡撫傅希摯上奏，明神宗下詔褒獎魯王朱頤坦、新樂王朱載璽、鉅野王府奉國將軍朱健根、安丘王府鎮國中尉朱觀烄。其子镇国中尉朱觀熰。